# Iris Preuß-Buchholz

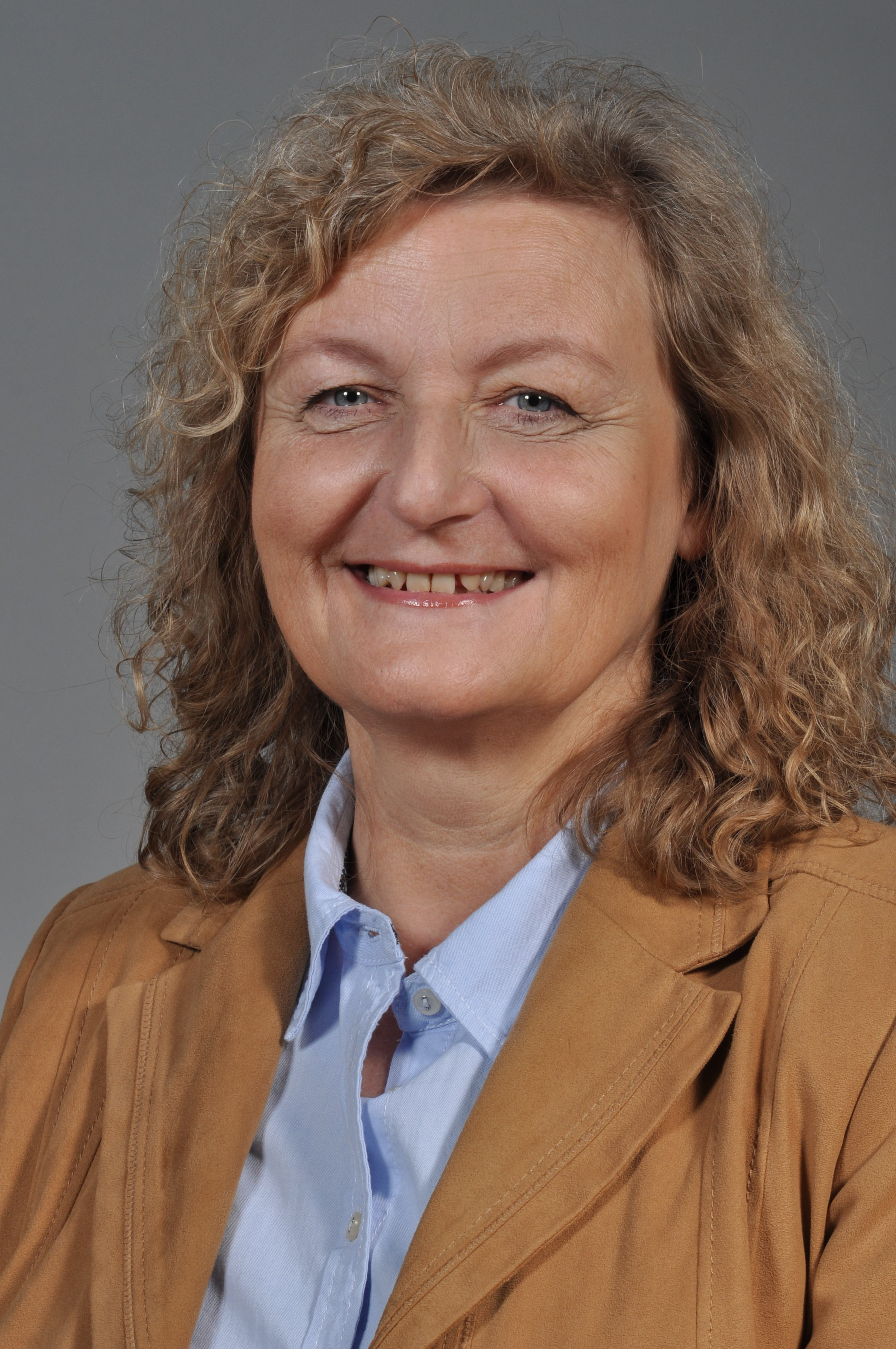
Iris Preuß-Buchholz (2013)

Iris Preuß-Buchholz (* 7. Juni 1957 in Solingen) ist Lehrerin und war Abgeordnete für die SPD im Landtag von Nordrhein-Westfalen bis zum 31. Mai 2017.

## Biografie
Iris Preuß-Buchholz studierte von 1977 bis 1985 an der Gesamthochschule Wuppertal Geschichte/Sozialwissenschaften für die Sekundarstufe II und schloss das Studium mit dem zweiten Staatsexamen ab. Nach einer Familienpause arbeitete sie als wissenschaftliche Mitarbeiterin von 1999 an für verschiedene Landtags- und Bundestagsabgeordnete.
Von 1999 bis 2009 war sie Schöffin am Jugendgericht. Sie lebt in Solingen, ist verheiratet und hat einen Sohn.

## Politik
Iris Preuß-Buchholz ist Mitglied der SPD seit 1977 und ist in unterschiedlichen kommunalpolitischen Funktionen und Mandaten tätig.
Sie war seit dem 10. Februar 2009 Mitglied des Landtags NRW, zunächst als Nachrückerin für die verstorbene SPD-Abgeordnete Ulrike Apel-Haefs. Sie zog als 7. der Landesreserveliste auch in den 15. Landtag NRW ein. 2012 gewann sie den Wahlkreis Solingen (34) direkt.
Sie war zuletzt ordentliches Mitglied des Ausschusses für Innovation, Wissenschaft, Forschung und Technologie und des Ausschusses für Schule und Weiterbildung sowie des Petitionsausschusses.
Aus familiären Gründen verzichtete sie auf eine erneute Kandidatur für den 17. Landtag.
Sie ist am 28. Oktober 2015 zur Vorsitzenden der SPD-Fraktion im Rat der Stadt Solingen gewählt worden und damit Nachfolgerin von Tim Kurzbach.